# Train de bambou
Pour les articles homonymes, voir Norry (homonymie).
 (octobre 2017).
Si vous disposez d'ouvrages ou d'articles de référence ou si vous connaissez des sites web de qualité traitant du thème abordé ici, merci de compléter l'article en donnant les références utiles à sa vérifiabilité et en les liant à la section « Notes et références ».
Le train de bambou ou Norry, est une forme originale de transport ferroviaire local (écartement métrique) utilisé dans la région de Battambang, dans l'ouest du Cambodge. Il s’agit d’un genre de draisine motorisée constituée d'une plate-forme de bambou (d’où le nom) d’environ 2,5 par 4 mètres, et qui chemine sur la voie ferrée des environs de Battambang. 

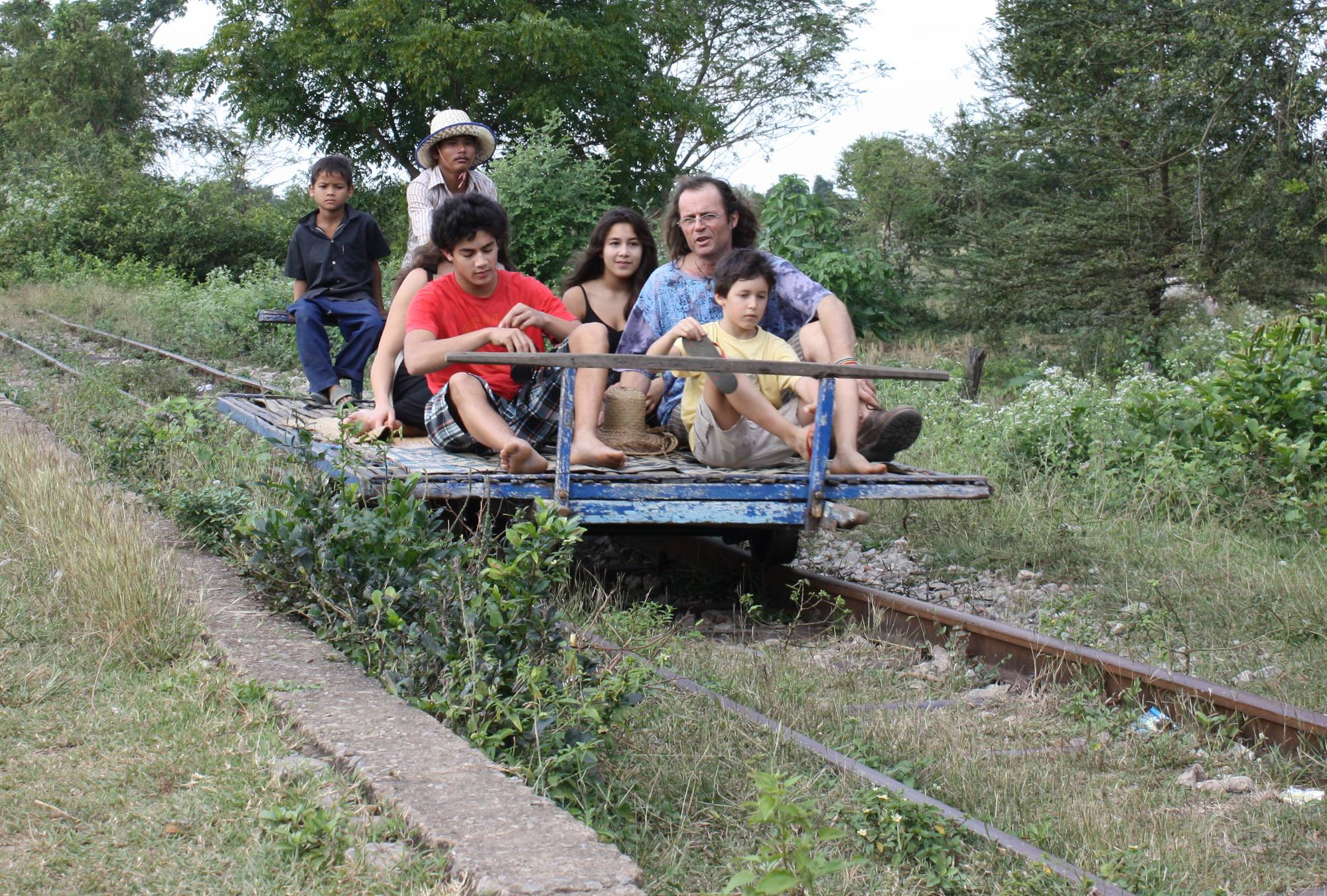
Touristes à bord d'un norry (2010).

## Histoire
Les premiers modèles apparurent au début des années 1970 : ils permettaient au personnel chargé d’entretenir les voies ferrées de se déplacer. Ils n’avaient pas de moteurs et leurs utilisateurs les propulsaient en utilisant de longues perches de bambou. Dans les années 1980, ils servirent à amener les soldats vietnamiens et leurs alliés vers le front. 
C’est à ce moment que les villageois, pour pallier le mauvais état du réseau routier, commencèrent à assembler leurs premiers Norry grâce à des pièces récupérées sur des chars d’assaut abandonnés par les belligérants.

## Description

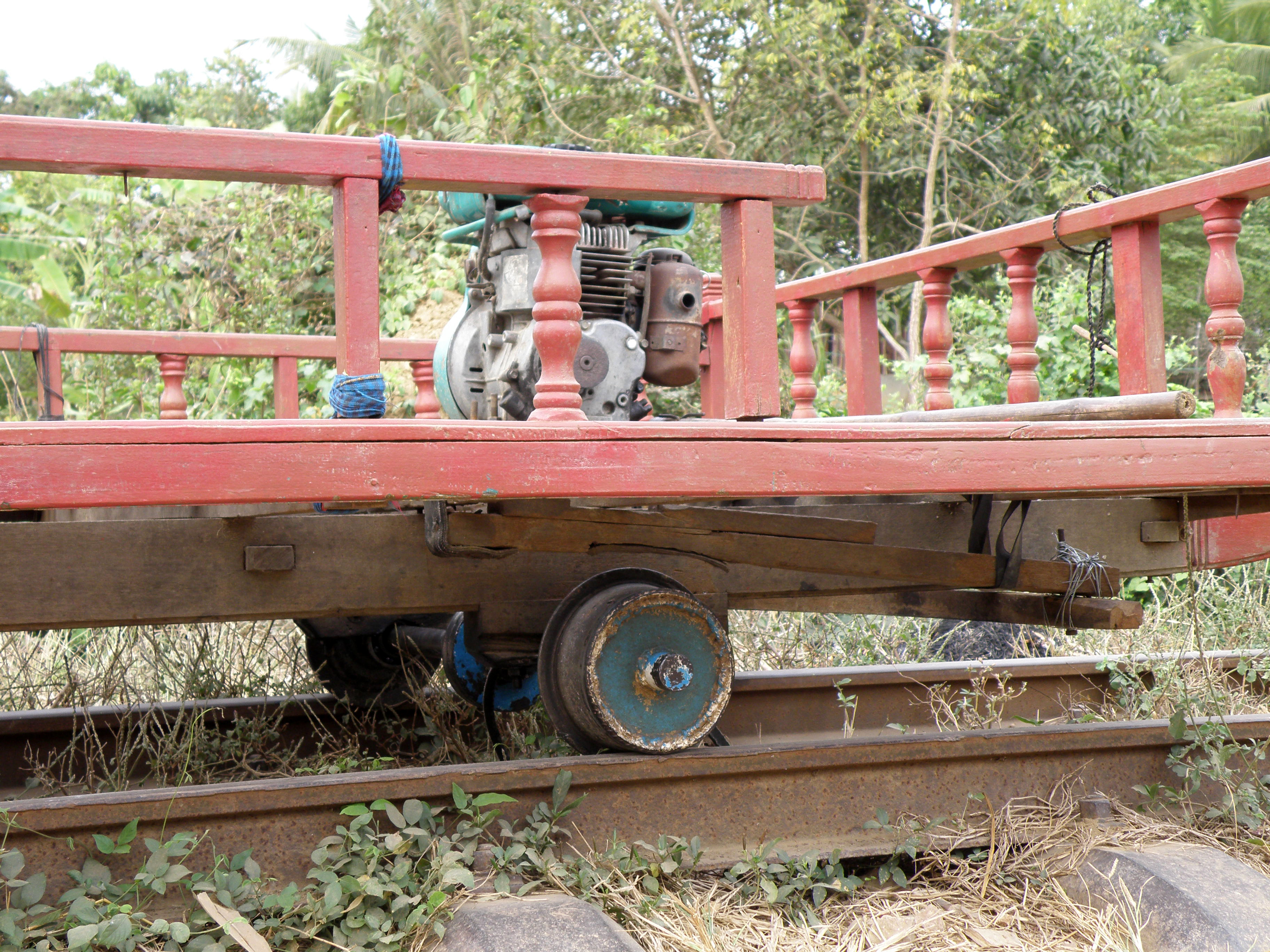
Détail d'un moteur.

Aujourd’hui, les moteurs de bateaux ont supplanté les perches de bambou pour faire avancer les engins. Chacun d’entre eux, suivant ses dimensions peut transporter jusqu’à une quinzaine de personnes (ou trois fois moins s’il s’agit de touristes) ou jusqu’à 1,5 tonne de marchandises à une vitesse maximum de 30 km/h environ.
La propulsion est assurée par des moteurs de bateau antédiluvien, le système de freinage (au pied) est réduit à sa plus simple expression et le confort est très spartiate. Il existe deux classes : Avec coussin pour les touristes (5 maximum) ou sans pour les autochtones (au moins quinze).
Particularité spectaculaire, les voies étant uniques, les Norry doivent être suffisamment légers pour pouvoir être démontés en moins de deux minutes s’ils croisent un autre norry. L’usage veut alors que le moins chargé des deux cède la place.
La procédure est en effet très rapide :
1. Les deux norries s’arrêtent en face l’un de l’autre, leurs « chauffeurs » descendent et procèdent au déchargement du norry le moins chargé (ou font descendre ses passagers). Son chargement ou ses passagers sont mis en attente sur le bas côté.
2. Son moteur est désaccouplé de l’essieu moteur. Sa plateforme est ensuite déposée sur le bas côté de la voie, puis ses essieux.
3. L’autre véhicule avance de quelques mètres, puis les deux conducteurs procèdent au réassemblage du norry démonté et au réembarquement des passagers ou de la cargaison.
4. Chaque véhicule continue ensuite sa route.

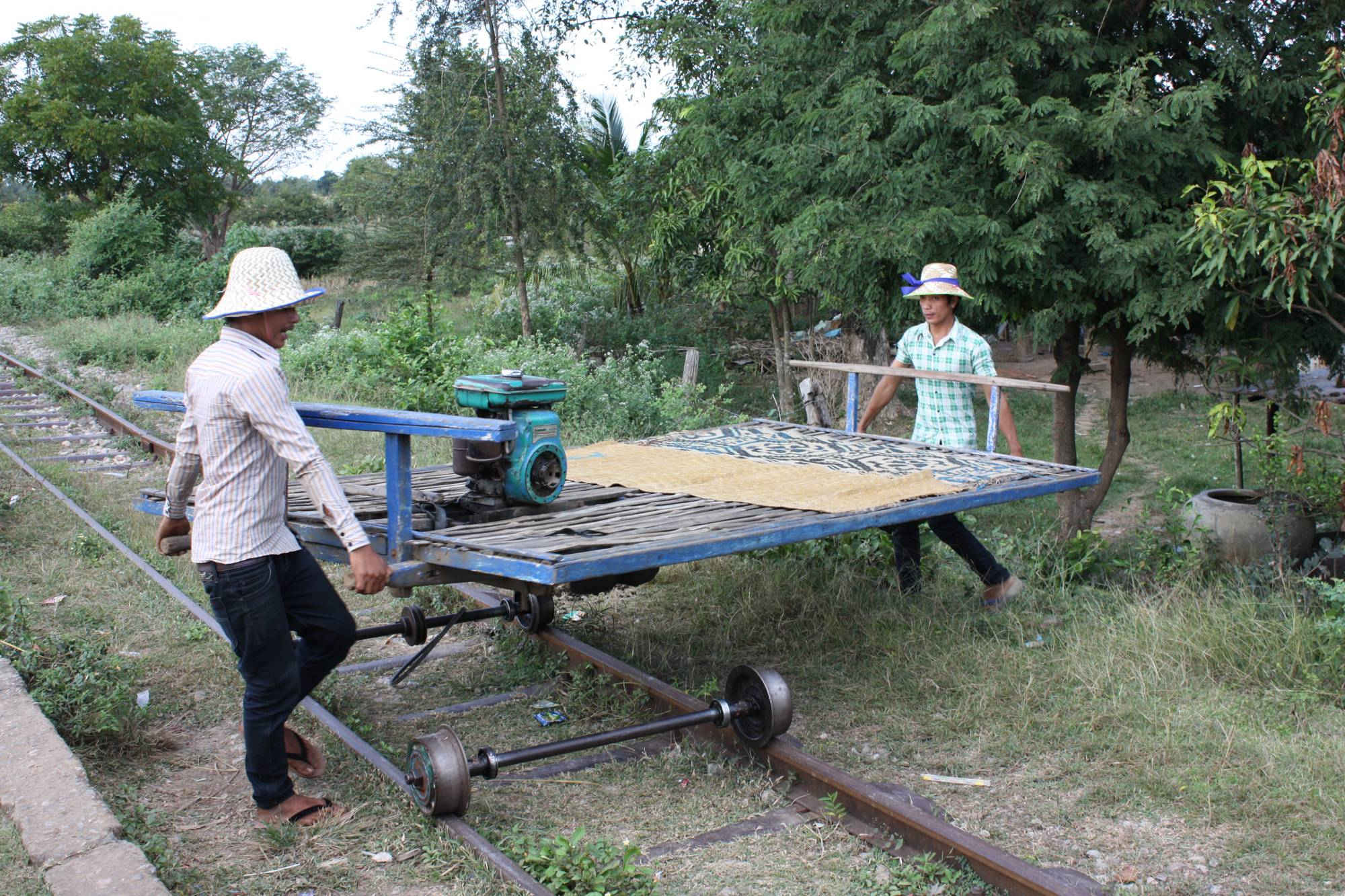
Démontage du norry.

L’arrêt de la liaison ferroviaire entre Phnom Penh et Battambang en 2009 a renforcé la place des trains de bambou dans le transport des marchandises et des passagers. 
À ces derniers s’est rajoutée une clientèle de touristes de plus en plus nombreuse, désireuse de découvrir ce mode de transport original.
En juillet 2018, la liaison Phnom-Penh - Poitet a été rétablie avec un train tous les deux jours. Les Norrys ne circulent plus que sur un tronçon à 4 km au sud de la ville de Battambang.   